# Sandra Toft
Sandra Toft (ur. 18 października 1989 w Gribskov) – duńska piłkarka ręczna, reprezentantka Danii, grająca na pozycji bramkarki.
Obecnie jest zawodniczką klubu Larvik HK.
W 2013 roku razem z reprezentacją Danii zdobyła brązowy medal mistrzostw świata w Serbii.

## Osiągnięcia klubowe
- Mistrzostwa Norwegii:
  -  2015, 2016, 2017
- Puchar Norwegii:
  -  2015, 2016, 2017
- Liga Mistrzyń:
  -  2015

## Nagrody indywidualne
- 2015 – najlepsza bramkarka Ligi Mistrzyń
- 2016 – najlepsza bramkarka Mistrzostw Europy (Szwecja)